# Александру Гацкан
Александру Гацкан (рум. Alexandru Gațcan, нар. 27 березня 1984, Кишинів) — молдовський футболіст, півзахисник клубу «Ростов» та національної збірної Молдови. Футболіст року в Молдові (2013, 2015, 2016)

## Клубна кар'єра
Починав займатися футболом в рідному Кишиневі, в клубі «Уніспорт-Авто». Відігравши один сезон у вищій лізі чемпіонату Молдови, в середині 2004 року Гацкан був запрошений на перегляд в дублюючий склад московського «Спартака» з можливістю продовжити контракт через півроку. У матчах за дубль «Спартака» Гацкан виходив на поле регулярно, провівши 14 матчів і забивши 2 м'ячі. Сезон 2005 року провів у клубі першого дивізіону Росії, челябінському «Спартаку», який в ті роки був фарм-клубом московського «Спартака».
У лютому 2006 року поповнив ряди казанського «Рубіна». Восени 2006 року Гацкан опинився в центрі скандалу, пов'язаного з паспортом футболіста: 25 жовтня 2006 року в матчі 24-го туру «Рубін» у себе вдома обіграв петербурзький «Зеніт» 3:0. Представники «Зеніту» опротестували результат матчу, відзначаючи те, що у складі казанців на полі одночасно перебували 9 легіонерів, хоча регламентом у тому сезоні дозволялося присутність не більше 8 гравців, що не мають російського паспорта. Ними також зазначалося, що зміна громадянства у середині сезону порушувала регламент змагань, а отримання другого громадянства суперечило новим положенням Конституції РФ, згідно з яким, отримати громадянство Російської Федерації можливе лише в разі відмови від колишнього громадянства. У результаті розглядів порушень з отриманням Гацканом громадянства Росії не було виявлено і протест був відхилений.
Перед початком сезону 2008 року у зв'язку з придбанням кількох нових гравців, зокрема, Сергія Семака, «Рубін» мав намір продати Гацкана. Було вже досягнуто угоду з «Ростовом», але в підсумку перехід не відбувся і першу половину сезону Гацкан грав за молодіжний склад казанців, і тільки в серпні 2008 року поповнив ряди ростовського клубу. У новій команді поступово став одним з лідерів і 18 липня 2015 року був призначений капітаном «Ростова». Наразі встиг відіграти за ростовську команду 198 матчів в національному чемпіонаті.

## Виступи за збірні
Протягом 2003—2005 років залучався до складу молодіжної збірної Молдови. На молодіжному рівні зіграв в 11 офіційних матчах.
2005 року дебютував в офіційних матчах у складі національної збірної Молдови. Наразі провів у формі головної команди країни 49 матчів, забивши 3 голи.

## Особисте життя
Одружений, має трьох дітей.

## Титули і досягнення
- Володар Кубка Росії (1):

«Ростов»: 2013/14

### Особисті
- Футболіст року в Молдові (4): 2013,[6] 2015[7], 2016[8], 2017